# 舞韵乐队
舞韵乐队是是英国的一个合成器流行乐队，成员为安妮·蓝妮克丝和戴夫·斯图尔特。他们二人以前都是The Tourists乐队的成员，该乐队于1980年解散。舞韵乐队在1981年发行了他们的第一张录音室专辑《In the Garden》，但反响平平，而当他们的第二张专辑《Sweet Dreams (Are Made of This)》在1983年发行后，获得了全球的赞誉。专辑同名歌曲成为全球热门歌曲，在英国单曲排行榜上排名第二，在澳大利亚排名第六，随后在加拿大和美国Billboard Hot 100上更是排名第一。在他们于1990年解散之前，发表了一系列的热门单曲和专辑，包括《Love Is a Stranger》、《There Must Be an Angel (Playing with My Heart)》和《Here Comes the Rain Again》。
解散后，斯图尔特成为广受欢迎的唱片制作人，而蓝妮克丝于 1992 年以她的首张个人专辑《Diva》开启了独唱生涯。在相隔近十年之后，舞韵乐队重聚，录制了他们的第九张专辑《Peace》 ，并于 1999 年末发行。他们在 2005 年再次重聚，发行了单曲《I've Got a Life》，作为新的合集专辑《Ultimate Collection》的一部分。
舞韵乐队在全球范围内据估计已经售出了7500万张唱片。乐队在1984年获得了MTV音乐视频大奖的最佳新人奖，在1987年获得了格莱美最佳摇滚表演奖，在1999年获得了全英音乐杰出贡献奖，并在2005年入选英国音乐名人堂。2020年，蓝妮克丝和斯图尔特一同了入选作曲家名人堂。2022年，乐队入选了摇滚名人堂。

## 历史

### 1976-1982：乐队初建和《In the Garden》
蓝妮克丝和斯图尔特于1975年在伦敦的一家餐馆相遇，当时蓝妮克丝在那里工作。之后两人发展成情侣关系，并一起1975年加入了斯图尔特朋友皮特·库伯斯所在的The Catch乐队，在1976年首次同台演出。在1977年以The Catch乐队的名义发行了一张单曲后，乐队演变成了The Tourists乐队。The Tourists乐队取得了一些商业上的成功，但乐队内部存在着个人和音乐上的紧张关系，乐队主要词曲作者是皮特·库伯斯，他与乐队的管理层、出版商和唱片公司发生了法律纠纷。蓝妮克丝和斯图尔特认为当前固化的乐队阵容不足以探索他们的实验性创作，并决定他们的下一个项目应该更加灵活，不受艺术妥协的限制。他们对创作流行音乐感兴趣，但希望能自由地进行电子和前卫的实验。
在澳大利亚瓦加瓦加的一家旅馆里摆弄便携式迷你合成器时，蓝妮克丝和斯图尔特决定一起组建乐队。他们称自己为舞韵乐队(名字来源于蓝妮克丝在英国皇家音乐学院学习到的韵律舞)，他们决定保持自己作为唯一的永久成员和词曲作者，并“在相互兼容和可用的基础上”让其他人参与合作。这对组合签约了RCA唱片。这时，伦诺克斯和蓝妮克丝也作为情侣分手了。在蓝妮克丝和斯图尔特在The Tourists乐队期间，以及后来组建的舞韵乐队期间，他们的经理人都是超级动能(Hyper Kinetics Ltd.)公司的肯尼·史密斯和桑德拉·特恩布尔。
他们在科隆与参与制作过The Tourists乐队1980年的专辑《Luminous Basement》的德国摇滚制作人康尼·普兰克一起录制了他们的第一张专辑《In the Garden》。这张专辑混合了迷幻、德国摇滚和电子流行的元素，并有霍尔格·克祖凯和贾基·利贝泽特（罐头乐队）、鼓手克莱姆·伯克（金发美女乐队）、罗伯特·戈尔（D.A.F.乐队）和萨克斯手蒂姆·惠特(Tim Wheater)的参与。专辑中有3首歌是和吉他手罗杰·庞弗里(Roger Pomphrey)共同创作的。这张专辑在商业上并不成功（尽管首支单曲《Never Gonna Cry Again》在英国排行榜上名列第63位）。蓝妮克丝和斯图尔特随后启动了他们新的乐队运作模式，以二人组的形式巡回演出该唱片，自己用马车运到全国各地，在背景音乐和电子乐器伴奏下演出。
1982年，两人回到伦敦的白垩农场，并利用银行贷款在一家相框工厂上方建立了一个小型八轨录音棚，让他们可以自由地录音，而无需支付昂贵的录音棚费用。他们开始在音乐中使用更多的电子设备，与雷纳德·福克纳(Raynard Faulkner)和亚当·威廉姆斯(Adam Williams)合作，在录音室录制了许多曲目，并使用各种排列组合进行现场演奏。然而，他们当年发行的三首新单曲（《This Is the House》、《The Walk》和《Love Is a Stranger》）在英国首发时都表现不佳。尽管乐队的运作模式为他们提供了他们想要的创作自由，但商业上的成功仍然离他们很远，亲自管理乐队的许多非音乐性事务（包括运输他们自己的舞台设备）的责任也让他们付出了代价。在此期间，蓝妮克丝至少遭受了至少一次精神崩溃，而斯图尔特则因气胸而住院。

### 1983–1984：《Sweet Dreams (Are Made of This)》与《Touch》
舞韵乐队的商业突破来自于他们于1983年1月发行的第二张专辑《Sweet Dreams (Are Made of This)》。专辑同名主打歌采用了黑暗而有力的序列合成器低音线，以及一个戏剧性的音乐视频，向观众展现了留着橙色平头短发的蓝妮克丝。这首歌在英国单曲排行榜上排名第二，成为当年最畅销的歌曲之一，在澳大利亚排名第六，后来又在加拿大排行榜和美国公告牌热门排行榜上排名第一。从此，乐队的命运发生了巨大的变化，蓝妮克丝迅速成为一个流行偶像，登上了包括《滚石》在内的众多杂志的封面。他们之前的单曲《Love Is a Stranger》也被重新发行，并在排行榜上再次获得成功。在这首歌的视频中，蓝妮克丝化身为许多不同的角色，在随后的各种视频中她也采用了这一概念。这张专辑的工作名称是 "看不见的手"（正如专辑中留下的一首歌），启发了英国独立唱片公司看不见的手音乐的名字，该公司以发行休·康威尔、米克·卡恩和哈泽尔·奥康纳的音乐而闻名。蓝妮克丝和格林·加特塞德还在此专辑内一同翻唱了山姆与戴夫1968年的主打歌 《Wrap It Up》。
两人很快录制了一张后续专辑《Touch》，该专辑于1983年11月发行。这张专辑成为了二人在英国的第一张冠军专辑，也催生了三首大热单曲。《Who's That Girl?》是英国前三大热门之一，该音乐视频将蓝妮克丝描绘成一个金发女歌手和一个性别扭曲的埃尔维斯·普雷斯利克隆人，还邀请了哈泽尔·奥康纳、巴纳拉玛（该组合成员包括斯图尔特未来的妻子Siobhan Fahey）、凯特·加纳、特雷莎·巴扎、杰伊·阿斯顿和谢丽尔·贝克、奇基·迪、杰基·奥沙利文和性别模糊的流行歌手玛丽莲客串演出。专辑内还有欢快的卡里普索风格的《Right by Your Side》完全展示了舞韵乐队的另一面，也进入了榜单前十名，而《Here Comes the Rain Again》（英国第8名，美国第4名）是一首管弦乐/合成器民谣，由迈克尔·凯曼指挥伦敦爱乐乐团演奏管弦乐。
1984年，RCA唱片发行了Touch Dance，这是《Touch》专辑中四首歌曲的重混迷你专辑，主要针对夜店舞厅市场。混音由纽约著名的制作人弗朗索瓦·凯夫林和约翰·贝尼特斯（软糖）完成。同样在1984年发行的还有舞韵乐队的电影原声专辑《1984 (For the Love of Big Brother)》。维京电影公司与乐队签约，为迈克尔·拉德福德改编自乔治·奥威尔的《一九八四》的同名电影提供原声音乐。然而，导演拉德福德后来说，这些音乐被 "强加"到他的电影中，违背了他的意愿，维珍用舞韵乐队的配乐（包括歌曲《Julia》，在片尾字幕中可以听到）取代了多米尼克·马尔多尼的大部分原始管弦乐。尽管如此，这张唱片仍被描述为 "从舞韵乐队为奥威尔的《1984》的迈克尔·拉德福德电影版的原始配乐中提取的音乐"。舞韵乐队指控他们被电影制作人误导了，该专辑在诉讼期间从市场上撤下了一段时间。该专辑的第一首单曲《Sexcrime (Nineteen Eighty-Four)》在英国、澳大利亚和整个欧洲都是排名前五的热门歌曲，并在美国舞曲市场获得了巨大的成功。

### 1985-1986：《Be Yourself》和新的音乐方向

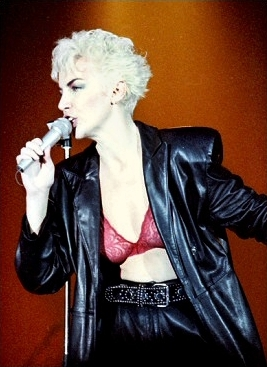
1986 年，安妮·蓝妮克丝 在复仇巡演中表演。

两人的下一张专辑《Be Yourself Tonight》是在巴黎用一周的时间制作完成的，并在澳大利亚排名第一达4周之久。这张专辑展示了更多的 "乐队风格 "和受到R&B影响的人声，采用了真鼓（之前的乐曲里的鼓声多为合成器鼓机模拟）和铜管乐器，以及更多来自斯图尔特的吉他演奏。有将近二十位其他音乐家加入专辑的录制，包括汤姆·佩蒂与伤心人乐团的成员迈克·坎贝尔、史蒂维·旺德的口琴客串吹奏、迪恩·加西亚负责贝斯演奏、迈克尔·凯曼再次合作负责弦乐编排，以及蓝妮克丝与艾瑞莎·弗兰克林和埃尔维斯·科斯特洛的对唱。这张专辑延续了两人在1985年的跨大西洋排行榜上的统治地位，并包含了四首热门单曲:《Would I Lie to You?》是美国公告牌五大热门单曲，澳大利亚排名第一，而《There Must Be an Angel (Playing with My Heart)》成为他们第一首也是唯一一首英国排名第一的单曲。女权主义歌曲《Sisters Are Doin' It for Themselves》和《It's Alright (Baby's Coming Back)》也在排行榜上名列前茅。1985年9月，舞韵乐队纽约无线电城音乐厅举行的1985年MTV音乐录影带颁奖典礼上表演了《Would I Lie to You?》。

### 1986-1990：《Revenge》, 《Savage》 与 《We Too Are One》

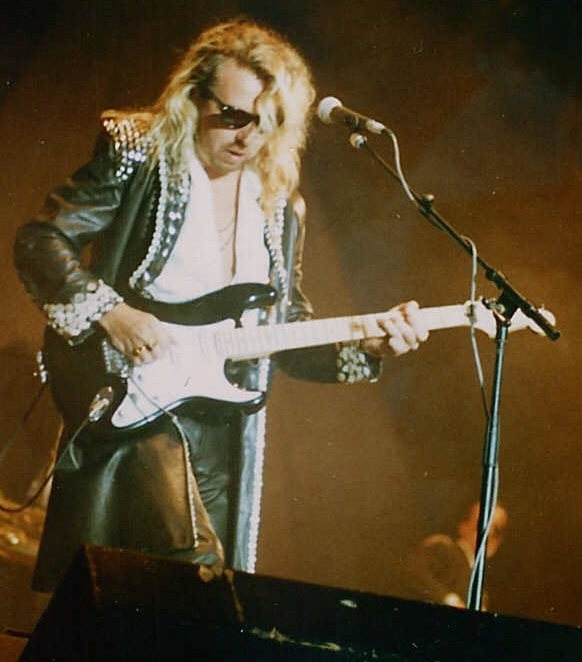
1987年，斯图尔特在西德尼尔堡纽博格林赛道举行的Rock am Ring音乐节上表演。

舞韵乐队在1986年发行了他们的下一张专辑《Revenge》。专辑在英国和国际上的销售依然强劲，但在美国的销售却有些缓慢，尽管《Missionary Man》在美国公告牌排行榜上达到了第14位。《Revenge》最终在英国获得了双白金唱片认证，在美国获得了黄金唱片认证，并在澳大利亚榜单前十名中停留了40周，排名第二。乐队为这张专辑进行了大规模的全球巡演，并发行了巡演中澳大利亚站的现场演唱会视频专辑《Live》。
1987年，舞韵乐队发行了专辑《Savage》。这张专辑的声效较之前的作品发生了相当大的变化，主要是在于程序化的采样和鼓声循环（蓝妮克丝后来说，从声效上来说《Revenge》更像是斯图尔特的专辑，《Savage》更像是蓝妮克丝的专辑）。在歌词方面，这些歌曲显示了蓝妮克丝写作中更黑暗、更偏执的一面。苏菲·穆勒导演为《Savage》执导了一张视频专辑，每首歌都配上了一个视频。这些音乐视频基本上是一个跟随蓝妮克丝描绘的人物所制作的系列作品，特别是一个压抑的中产阶级家庭主妇精神崩溃后变成了一个金发碧眼、性感十足的迪斯科女郎。（如《Beethoven (I Love to Listen To)》的音乐视频中描绘的那样，这是英国前30名和澳大利亚第13名的热门歌曲）。专辑内的主打歌还有咄咄逼人、气势汹汹的流行摇滚歌《I Need a Man》和《You Have Placed a Chill in My Heart》。尽管在更进步的市场上，摇滚电台会播放《I Need a Man》这样的歌曲，但与前两张专辑相比，《Savage》在商业上要逊色得多，在美国更是无人问津。然而在两人的祖国英国，这张专辑获得了前10名的成功，并获得了白金唱片认证。
1989年，舞韵乐队发行了专辑《We Too Are One》，该专辑在英国专辑榜上排名第一（这是继《Touch》之后他们第二张排名第一的专辑），并为二人带来了四首英国前30名的热门单曲。这张专辑是对他们80年代中期专辑中摇滚/流行音乐的回归，在英国获得双白金唱片认证，在澳大利亚榜单达到第7位，但在美国不太成功（尽管单曲《Don't Ask Me Why》进入公告牌前40名）。该专辑的其他热门单曲包括《Revival》、《The King and Queen of America》和《Angel》。伴随着这张专辑，两人从1989年9月8日至1990年1月25日进行了他们的《Revival世界巡演》。之后在1990年4月发行了该次巡演的视频专辑《We Two Are One Too》。

### 1990-1998：乐队解散和单飞生涯
在1981年到89年的8年时间里录制了8张专辑，并在世界各地进行了广泛而疲惫的巡演后，两人之间逐渐产生了厌倦的情绪，而且蓝妮克丝在1988年早夭的孩子丹尼尔给她精神上带来的创伤也让她更希望把精力专注于家庭。虽然没有正式宣布解散，但乐队已经没有团体活动，相当于解散了。斯图尔特之后开始创作电影原声带，并在1990年邀请萨克斯演奏家坎迪·杜尔费合作了电影《同名器乐曲》在国际上大获成功。这首单曲在英国排名第六，在欧洲和美国大部分地区排名前二十，在澳大利亚排名前十。由斯图尔特制作并主创的《同名的电影原声专辑》也在之后发行。他还组建了一个名为精神牛仔的乐队，在90年代初与这个乐队一起发行了两张专辑。而蓝妮克丝从她的事业中抽出时间来留给生育她的女儿萝拉·蓝妮克丝，并考虑舞韵乐队解散之后的生活。因此，从1991年到1998年间，两人几乎没有联系。1991年，舞韵乐队的《Greatest Hits》专辑发行，进入英国专辑排行榜第一，并在该位置上停留了10周，在澳大利亚也有7周排名第一，并在全球范围内获得了非常好的销量。《Sweet Dreams (Are Made of This)》和《Love Is a Stranger》的重新混音版也作为单曲一同发行推广。1993年，发行了《Live 1983–1989》的现场录音合集，收录了舞韵乐队表演生涯中不同年份的精选录音。
1992年，蓝妮克丝发行了她的第一张个人专辑《Diva》。这张专辑不仅获得了专业好评，而且广受大众喜爱。专辑进入了英国专辑排行榜的第一名，并获得了四张白金唱片的地位(比任何舞韵乐队录音室专辑的成绩都要好)。1995年，她推出了一张全部曲目为翻唱他人歌曲的专辑《Medusa》。这是她在英国的第二张冠军专辑，在英国和美国都达到了双白金唱片的销量。
而斯图尔特则在1995年发行了个人专辑《Greetings from the Gutter》，之后在1998年发行了《Sly-Fi》专辑，但都没有取得商业上的成功。

### 1999–2005：《Peace》与《Ultimate Collection》

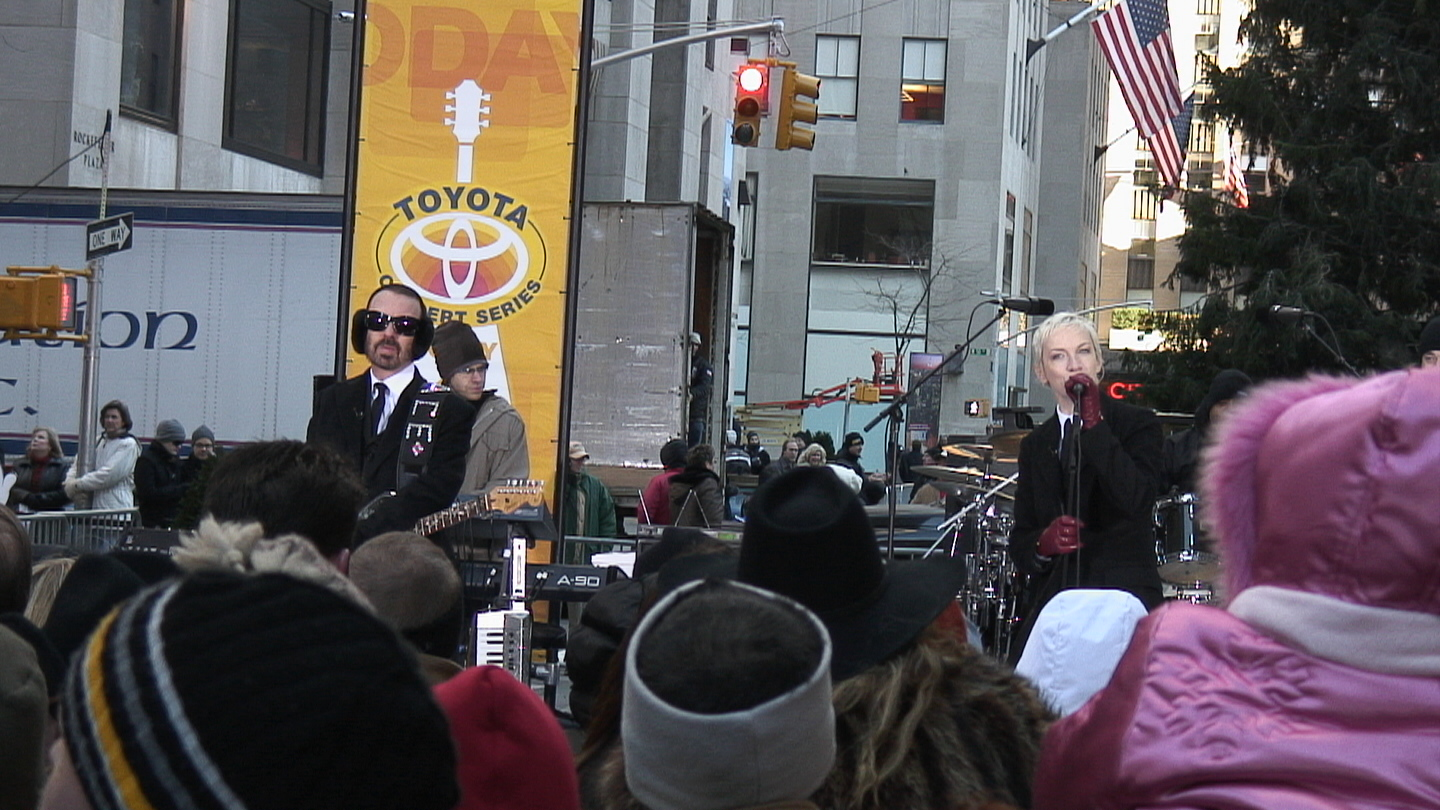
斯图尔特和蓝妮克丝在 2005 年 11 月的今日秀上表演。

舞韵乐队在1999年重聚录制并发行了一张新专辑《Peace》。单曲《I Saved the World Today》在英国单曲排行榜上排名第11位，《17 Again》的混音版本让乐队在美国Dance Club Songs排行榜上首次登顶。为了这张专辑，乐队还开始了一场名为《Peacetour》的世界巡演。这次巡演于1999年9月18日在科隆的朗盛体育馆开始，并于1999年12月6日在《伦敦码头区体育馆》结束，并发行了现场视频专辑《Peacetour》。这次巡演的所有收益都捐给了绿色和平和国际特赦组织。2000年，舞韵乐队在欧洲各大音乐节上多次亮相(包括曾多次前往表演的德国Rock am Ring音乐节)。2001年，斯图尔特与U2乐队在《美国:向英雄致敬》慈善音乐会上合作演出。2002年，斯图尔特受布萊恩·費瑞邀请一起制作了他的专辑《Frantic》。
2003年6月，蓝妮克丝发行了她的第三张个人专辑《Bare》，该专辑在英国和美国的榜单都获得了前五名，其中《A Thousand Beautiful Things》、《Pavement Cracks》和《Wonderful》三首歌曲的混音版本都分别登上了美国Dance Club Songs排行榜的榜首。她还为彼得·杰克逊的电影《指环王：王者归来》录制的片尾歌曲《Into the West》，为蓝妮克丝赢得了第76届奥斯卡金像奖的最佳原创歌曲奖。2003年11月，舞韵乐队在南非开普敦的《46664》音乐会上表演了三首歌曲，斯图尔特是该音乐会的主要组织者之一。他们演奏了不插电版的《Here Comes the Rain Again》，与尤苏·恩多尔合作的《7 Seconds》和《Sweet Dreams (Are Made of This)》。2004年，斯图尔特与滚石乐队主唱米克·贾格尔合作，为电影《阿飞外传》创作了《电影原声专辑》，包括获得了第62届金球奖最佳原创歌曲的《Old Habits Die Hard》。
2005年11月7日，舞韵乐队发行了《Ultimate Collection》，这是一组重制过的乐队最热门歌曲的合集专辑套装，其中另收录了两首未发表过的新歌《I've Got a Life》和《Was It Just Another Love Affair?》。其中《I've Got a Life 》单独作为单曲发行，在英国单曲榜上排名第14位，并在美国公告牌的热门舞曲/俱乐部播放榜上连续三周排名第一。蓝妮克丝和斯图尔特还出现在一些电视节目中配合宣传他们的新合集专辑，该合集在英国获得了前五名的成绩，并获得了白金唱片认证。2005年11月14日，两人的唱片公司RCA重新发行了他们的八张录音室专辑的重制版和扩展版，其中包括罕见的B面曲目、重新混音和未发行的歌曲。重制版唱片与扩展的艺术品一起单独出售，同时也被放在一个名为Boxed的收藏盒中。另外，因为1984年的电影原声专辑《1984 (For the Love of Big Brother)》的发行版权由维珍唱片拥有，所以没有包括在这次合集的发行中。同样在2005年，舞韵乐队入选了英国音乐名人堂。2007年，蓝妮克丝再次恢复她的个人事业，推出了她的第四张专辑《Songs of Mass Destruction》，专辑在英国和美国获得了榜单前十名的成功。2009年，她发行了她的第一张个人精选专辑《The Annie Lennox Collection》。同年，伦诺克斯表示，尽管她和斯图尔特仍然是朋友，但她预计未来不会再有任何舞韵乐队的项目。
在2012年9月路透社的一次采访中，斯图尔特被问及是否正在制作舞韵乐队的新专辑，对此他回答道:“我们现在没有谈论过，但永远不要说永远不会。”他还补充说，他正在考虑根据舞韵乐队的音乐创作一部音乐剧。

### 2014：为披头士致敬音乐会重聚
安妮·蓝妮克丝和戴夫·斯图尔特于2014年1月27日为《格莱美向披头士乐队致敬的音乐会》表演了披头士的歌曲《The Fool on the Hill》。该活动在洛杉矶会展中心录制，即第56届格莱美奖的第二天。

### 2019 年：为斯汀的公益音乐会再次重聚
安妮·蓝妮克丝和戴夫·斯图尔特于2019年12月9日在《纽约灯塔剧院》举行的由斯汀组织的第30届《We'll Be Together》慈善音乐会上再次重聚表演，以帮助他的《雨林基金会基金》筹款。他们演奏了《Would I Lie to You?》、《Here Comes the Rain Again》和《Sweet Dreams (Are Made of This)》，最后与当晚的其他表演者一起和压轴表演的旅程乐团演唱《Don't Stop Believin'》。

## 录音室专辑
- 《In the Garden（英语：In the Garden (Eurythmics album)）》(1981)
- 《Sweet Dreams (Are Made of This)（英语：Sweet Dreams (Are Made of This) (album)）》 （1983）
- 《Touch》(1983)
- 《1984 (For the Love of Big Brother)（英语：1984 (For the Love of Big Brother)）》 (1984, 电影原声专辑)
- 《Be Yourself Tonight（英语：Be Yourself Tonight）》(1985)
- 《Revenge》(1986)
- 《Savage》(1987)
- 《We Too Are One（英语：We Too Are One）》(1989)
- 《Peace》(1999)

## 巡回演唱会
- Sweet Dreams Tour (1983)
- Touch Tour (1983–1984)
- Revenge Tour (1986–1987)
- Revival Tour (1989–1990)
- Peace Tour (1999)

## 奖项
公告牌音乐奖
| 年份 | 獲提名                              | 獎項                                | 結果 | 来源   |
| ---- | ----------------------------------- | ----------------------------------- | ---- | ------ |
| 1983 | Sweet Dreams (Are Made of This)     | 公告牌音乐奖热门100歌曲奖           | 提名 | [ 17 ] |
| 1984 | 舞韵乐队                            | 最佳迪斯科歌手-双人/团体            | 提名 | [ 18 ] |
| 1985 | 舞韵乐队                            | 公告牌音乐奖最佳艺人奖              | 提名 | [ 19 ] |
| 1985 | 舞韵乐队                            | 公告牌音乐奖最佳公告牌前200名艺人奖 | 提名 | [ 19 ] |
| 1985 | 舞韵乐队                            | 公告牌音乐奖最佳热门前100名艺人奖   | 提名 | [ 19 ] |
| 1985 | 舞韵乐队                            | 最受欢迎的前100名艺术家-双人/团体   | 提名 | [ 19 ] |
| 1985 | 舞韵乐队                            | 公告牌音乐奖最佳舞曲/电子艺人奖     | 提名 | [ 19 ] |
| 1985 | 《Be Yourself Tonight》             | 公告牌音乐奖最佳前200名专辑奖       | 提名 | [ 19 ] |
| 1985 | 《Be Yourself Tonight》             | 最佳唱碟奖                          | 提名 | [ 19 ] |
| 1985 | 《Would I Lie to You?》             | 公告牌音乐奖热门100歌曲奖           | 提名 | [ 19 ] |
| 1985 | 《Sexcrime (Nineteen Eighty-Four)》 | 公告牌音乐奖最佳舞曲/电子歌曲奖     | 提名 | [ 19 ] |
| 1986 | 舞韵乐队                            | 公告牌音乐奖最佳公告牌前200名艺人奖 | 提名 | [ 20 ] |
| 1986 | 舞韵乐队                            | 公告牌音乐奖最佳热门前100名艺人奖   | 提名 | [ 20 ] |

全英音乐奖
| 年份 | 獲提名                                             | 獎項             | 結果 |
| ---- | -------------------------------------------------- | ---------------- | ---- |
| 1984 | 舞韵乐队                                           | 最佳英国团体     | 提名 |
| 1986 | 《Be Yourself Tonight》                            | 英国年度专辑     | 提名 |
| 1986 | 舞韵乐队                                           | 最佳英国团体     | 提名 |
| 1987 | 舞韵乐队                                           | 最佳英国团体     | 提名 |
| 1990 | 舞韵乐队                                           | 最佳英国团体     | 提名 |
| 1990 | 《We Too Are One》                                 | 英国年度专辑     | 提名 |
| 1990 | 《Don't Ask Me Why》                               | 英国最佳音乐视频 | 提名 |
| 1999 | 舞韵乐队                                           | 杰出贡献奖       | 獲獎 |
| 2010 | 《There Must Be an Angel (Playing with My Heart)》 | 30周年表演奖     | 提名 |

格莱美奖
| 年份 | 獲提名                                                               | 獎項               | 結果 |
| ---- | -------------------------------------------------------------------- | ------------------ | ---- |
| 1984 | 舞韵乐队                                                             | 最佳新人           | 提名 |
| 1985 | 《Sweet Dreams: The Video Album》                                    | 最佳音乐电影奖     | 提名 |
| 1986 | 《《Sisters Are Doin' It for Themselves》(与艾瑞莎·弗兰克林一同提名) | 最佳节奏布鲁斯表演 | 提名 |
| 1986 | 《Would I Lie to You?》                                              | 最佳摇滚表演       | 提名 |
| 1987 | 《Missionary Man》                                                   | 最佳摇滚表演       | 獲獎 |
| 1990 | 《Savage》                                                           | 最佳音乐电影奖     | 提名 |
| 1991 | 《We Two Are One Too》                                               | 最佳音乐电影奖     | 提名 |

其他奖项
- 1984：艾弗·诺韦洛奖-年度最佳创作人
- 1984：艾弗·诺韦洛奖-年度最佳创作人
- 1987：艾弗·诺韦洛奖-最佳当代歌曲：《It's Alright (Baby's Coming Back》
- 2000：银色音符奖（英语：Silver Clef Award）
- 2000：ASCAP奖（英语：American Society of Composers, Authors and Publishers）：《Sweet Dreams (Are Made of This)》
- 2003：亲切精神音乐奖
- 2005：英国音乐名人堂（英语：UK Music Hall of Fame）
- 2008：ASCAP奖（英语：American Society of Composers, Authors and Publishers）：《Sweet Dreams (Are Made of This)》
- 2009：ASCAP奖（英语：American Society of Composers, Authors and Publishers）：《Sweet Dreams (Are Made of This)》
- 2010：ASCAP奖（英语：American Society of Composers, Authors and Publishers）：《Sweet Dreams (Are Made of This)》

## 外部連結
- 官方网站